# Праві (політика)

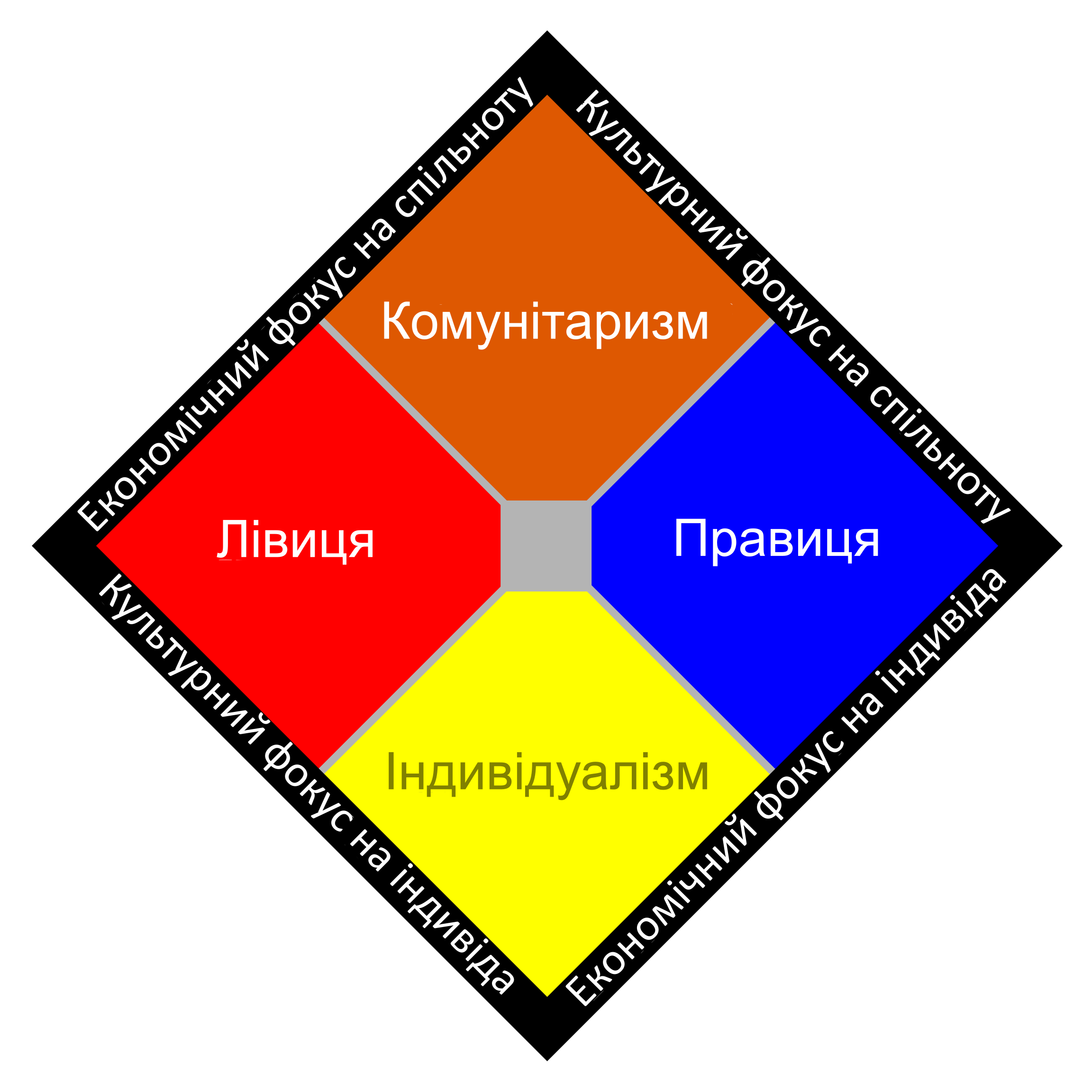
Праві/правиця в політичному спектрі

Праві (інакше кажучи правиця) — в політичному сенсі відстоюють погляди, за якими деякі соціальні порядки, ієрархії та нерівності є неминучими, природними, нормальними або бажаними, зазвичай підтримуючи цю позицію на основі природного права, економіки чи традиції. Вони розглядають ієрархію та нерівність як природний наслідок традиційних соціальних відмінностей або конкуренції в ринковій економіці. Термін «праві» зазвичай означає «консервативний або реакційний сегмент політичної партії або системи».
До помірних правих відносять консерватизм, монархізм, християнську демократію, помірний націоналізм, анархо-капіталізм[джерело?]. До радикальних правих відносять фашизм, традиціоналізм, теократію, націонал-соціалізм і ультранаціоналізм[джерело?].

## Історія
Терміни «праві» та «ліві» вперше з'явилися в французьких Національних Зборах часів Великої Французької революції. В ньому виникли три напрями: праворуч сиділи фельяни — прихильники конституційної монархії; в центрі сиділи жирондисти — помірні прихильники республіки; ліворуч сиділи якобінці, які виступали за радикальні перетворення. Таким чином, спочатку правими називали тих, хто бажає зберегти наявний стан (консерваторів), а лівими — тих, хто виступав за зміни (радикалів).
До середини XIX століття ліберали, що виступали як за політичні свободи, так і за свободу підприємництва, розглядалися як ліві. Але потім, з розвитком соціалістичних ідей, лівими стали називати насамперед їхніх прихильників, які прагнули до соціальної рівності. Праві ж партії виражали інтереси монархістів, легітимістів, великого землеволодіння та клерикалів.
У XX столітті з'явилася ідеологія фашизму, яка поєднувала радикальний етатизм та заперечення демократії з критикою соціальної нерівності — не випадково партія Гітлера називалася націонал-соціалістичною робочою партією. Фашистів традиційно відносять до правих («ультраправих»), але вони принципово відрізняються від лібералів, яких сьогодні відносять до правих, оскільки вони виступають за зменшення участі держави в економічному житті (зокрема, за зниження податків та витрат бюджету). Саме за такі переконання правих лібералів у другій половині XX століття почали називати правими, оскільки колишні традиційні праві (монархісти, клерикали) втратили популярність.
Останнім часом політологами, соціологами та соціальними психологами визнається, що традиційний поділ на лівих та правих неадекватно зображає реальний спектр думок в суспільстві. Так, абсолютно незрозуміло, куди в цій шкалі можна помістити, наприклад, лібертаріанців. Також у людини можуть бути переконання в одній області (наприклад, в економічній), що вважаються традиційними для «лівих», а в іншій (наприклад, політичної) вважаються «правими». Ситуація ще більш ускладнюється розмиванням програмно-ідеологічних розходжень та політичним зближенням традиційних партій в західних політичних системах в останні 100 років, взаємопроникненням та взаємозбагаченням різних систем поглядів; так, соціалісти суттєво «поправішали» та перестали істотно відрізнятися від нових лібералів, які стали як би «правими». Істотно і те, що в посткомуністичних країнах і, особливо країнах пострадянських, поняття «правизни» та «лівизни» нерідко вживаються в значенні, протилежному прийнятому в країнах з розвиненою демократичною системою — так, в епоху перебудови лібералів та антикомуністів часто іменували «лівими», а традиційних ортодоксальних комуністів — «правими».
У зв'язку з тим, що двополюсна політична шкала («праві» та «ліві») не дозволяє достатньо коректно зобразити погляди як на роль держави в контролі життя суспільства, так і на роль держави у забезпеченні соціальної рівності, то все частіше використовується чотирьохполюсна шкала (діаграма Нолана), запропонована американським лібертаріанцем Девідом Ноланом в 1970 р.

Діаграма Нолана

Кругова діаграма:

## Праві партії України
- Всеукраїнське об'єднання «Свобода»
- Реформи і порядок
- Народний Рух України
- Українська народна партія
- Українська платформа «Собор»
- Християнсько-демократичний союз (Україна)
- Правий сектор
- УКРОП
- Національний корпус
- Конгрес українських націоналістів
- Національний Фронт
- Європейська Солідарність